# 47-й кинофестиваль в Сан-Себастьяне
47-й кинофестиваль в Сан-Себастьяне проходил с 16 по 25 сентября 1999 года в Сан-Себастьяне (Страна Басков, Испания).

## Жюри
- Бертран Тавернье ( Франция), кинорежиссёр (президент жюри).
- Анна Галиена ( Италия), актриса.
- Марион Хенсель ( Бельгия), кинорежиссёр, продюсер, сценарист.
- Херардо Эрреро ( Испания), кинорежиссёр, продюсер.
- Душан Макавеев (), кинорежиссёр.
- Марк Шивас ( Великобритания), продюсер.

## Фильмы фестиваля

### Официальный конкурс
- «Что есть жизнь?», реж. Франсуа Дюпейрон ( Франция)
- «Жайме», реж. Антониу-Педру Вашконселус ( Португалия,  Бразилия,  Люксембург)
- «Доктор Мамфорд», реж. Лоуренс Кэздан ( США)
- «Под солнцем», реж. Колин Нютле ( Швеция)
- «Карта мира», реж. Скотт Эллиотт ( США,  Германия)
- «Высшая правда», реж. Роланд Зузо Рихтер ( Германия)
- «Мягкий фрукт», реж. Кристина Андреев ( Австралия,  США)
- «Орфеу», реж. Карлус Диегис ( Бразилия)
- «Язык бабочек», реж. Хосе Луис Куэрда ( Испания)
- «Погибель мужчин», реж. Мария Новаро ( Мексика,  Испания)
- «Перед бурей», реж. Реза Парса ( Швеция)

## Лауреаты

### Почётная награда — «Доностия» за вклад в кинематограф
- Майкл Кейн
- Роберт Де Ниро